# Journal of the Horticultural Society of London
Journal of the Horticultural Society of London, (abreujat J. Hort. Soc. London, va ser una revista amb il·lustracions i descripcions botàniques que va ser editada a Londres per la Reial Societat d'Horticultura. Es van publicar 9 números, un per any, en els anys 1846-1855. Va ser reemplaçada per Journal of the Royal Horticultural Society.